# Парламентарни избори у Краљевини Србији 1897.
Влада Ђорђа Симића била је радикална влада. Она је имала намеру да реши уставно питање које је покретано са више страна још за време владе Стојана Новаковића. Противници Устава из 1869. и установа које су из њега проистекле, — радикали су ипак морали да испуњавају његове одредбе па је влада, после нешто времена, издејствовала указ којим су били заказани избори за 22. јуни 1897. год. Требало је да се по одредбама Устава из 1869 изабере 191 посланик, a према томе броју могло се наименовати још 63 посланика, што значи да је нова Скупштина требало да има 254 посланика, или стотину посланика више него што су имале Скупштине под Уставом из 1888.
Либерална странка донела је одлуку да не излази на ове изборе; Напредна странка била је распуштена одлуком свога највишег страначког форума; према томе, на изборима се појавила једино Народна радикална странка која је добила све мандате. Указом је именовано ипак неколико чланова Напредне и Либералне странке.